# Chivas Tijuana
El Club Deportivo Chivas Tijuana fue un equipo de fútbol mexicano que jugó en la Primera División 'A' de México, y fue filial del Club Deportivo Guadalajara. Tuvo como sede la ciudad de Tijuana, Baja California.

## Historia
Tras el descenso de club, Inter de Tijuana al finalizar la temporada 1996-97 de la Primera "A", se buscó llevar un nuevo equipo a la ciudad fronteriza con el fin de mantener un representante en la división de ascenso.
El Club Deportivo Guadalajara tenía en sus planes incorporar un equipo filial en el sistema de competencia del fútbol mexicano, y para el torneo Invierno 1997 propone la creación del proyecto Chivas Tijuana.
La afiliación del equipo tijuanense a la Primera División "A" se pudo lograr gracias a la adquisición de una franquicia. Al concluir el torneo Verano 1997, la Federación Mexicana de Fútbol puso a la venta 4 franquicias, buscando una expansión de equipos en la división de ascenso, el Club Guadalajara adquirió una y traslado el equipo a Tijuana.
El equipo comenzó con un plantel de sólo 18 jugadores, sin embargo contaba con "equipos piloto" en San Luis Río Colorado, Mexicali, Rosarito, San Diego y algunas otras ciudades, los cuales aportaron algunos elementos.
Durante su estancia en primera división "A" el equipo contó con el director técnico Jesús Bracamontes exdirector técnico del equipo Chivas del Guadalajara con jugadores como Juan Bracamontes, Mario "El Vaquero" Jáuregui, Eduardo Fernández de la Garza, Eduardo Medina Santillán, Juan Parra, Leopoldo Castañeda y Mario Arteaga, quienes contaban con amplia experiencia en la Primera División.
Su máximo logro lo consiguió en el torneo de Invierno 1998, cuando llega a la final del torneo de liga, superando al favorito Irapuato como visitantes en la semifinal. La final fue disputada contra el equipo Atlético Yucatán. Tijuana no logró marcar ningún gol en la serie final, los venados se impusieron 1-0, con gol de Miguel Salcedo.
Tras su participación en el torneo de Verano, donde alcanzó la fase de cuartos de final ante el Zacatepec derrotándolo por marcador de 5-1 global, se anunció un cambio de nombre; a partir de 1999 el equipo pasaría a denominarse Nacional Tijuana, jugando de color verde, blanco y rojo; lo que significó la desaparición del nombre Chivas Tijuana.
La principal razón del cambio fue que la Asociación Civil del Club Deportivo Guadalajara argumento que no podían existir dos equipos que llevaran el nombre y/o mote de "Chivas", mucho menos siendo de la misma directiva, por lo que la Promotora paso a cambiar el nombre del equipo, escudo, uniforme y colores.
El nombre de "Chivas" además es una marca registrada no volvió a usarse en otro equipo hasta que Jorge Vergara, decide trasladar al Club Deportivo Tapatío a La Piedad, Michoacán, renombrándolo "Chivas La Piedad" y después "Chivas Coras" cuando se mudan a Tepic, Nayarit. Caso similar ocurrió con los equipo "filiales" del Deportivo Guadalajara, el Club Deportivo Chivas USA y Chivas Hefei.

## Palmarés
- Subcampeón de la Primera división 'A' mexicana: Invierno 1998.

## Equipos anteriores
Los siguientes clubes estuvieron alguna vez en Tijuana y han desaparecido debido a que su franquicia fue comprada o descendieron a Segunda División de México:
- Club Tijuana: Cambió de dueño y nombre a Dorados de Tijuana. Desde el 2007
- Tijuana Stars. De 2004 a 2006.
- Trotamundos Tijuana: Se convirtió en Trotamundos Salamanca. De 2003 a 2004
- Nacional Tijuana: De 1999 a 2003.
- Chivas Tijuana: Filial de Chivas. De 1997 a 1999.
- Inter Tijuana. De 1989 a 1997.